# Boeing 717
Boeing 717 je ozkotrupno  letalo dvomotorno potniško letalo ameriškega proizvajalca Boeing. Zasnoval ga ameriški McDonnell Douglas pod oznako MD-95, kot tretja generacija letal DC-9. Letalo ima 117 sedežev in doseg 3800 kilometrov. Poganjajo ga Rolls Royceovi turboventilatorski  motorji BR715. Izdelovati so jih začeli leta 1995, leta 1998 pa je Boeing prevzel firmo McDonell Douglas in preimenoval letalo v 717. Vsega je bilo izdelano 156 letal do leta 2006.
Letalo je bazirano na letalu Douglas DC-9 (976 izdelanih) in Mcdonell Douglas MD-80/90 (1200 izdelanih).

## Specifikacije
|                         | 717-200 Osnovni model                                                    | 717-200 Povečana teža                                                    |
| ----------------------- | ------------------------------------------------------------------------ | ------------------------------------------------------------------------ |
| Posadka                 | 2                                                                        | 2                                                                        |
| Število sedežev         | 117 (1-razred, tipično) 106 (2-razreda, tipično)                         | 117 (1-razred, tipično) 106 (2-razreda, tipično)                         |
| Dolžina                 | 124 ft 0 in (37,8 m)                                                     | 124 ft 0 in (37,8 m)                                                     |
| Razpon kril             | 93 ft 5 in (28,47 m)                                                     | 93 ft 5 in (28,47 m)                                                     |
| Višina                  | 29 ft 1 in (8,92 m)                                                      | 29 ft 1 in (8,92 m)                                                      |
| Širina trupa            | 131.6 in (334,2 cm)                                                      | 131.6 in (334,2 cm)                                                      |
| Širina kabine           | 123.8 in (314,5 cm)                                                      | 123.8 in (314,5 cm)                                                      |
| Prazna teža             | 67500 lb (30617 kg)                                                      | 68500 lb (31071 kg)                                                      |
| Maks. vzletna teža      | 110000 lb (49900 kg)                                                     | 121000 lb (54900 kg)                                                     |
| Kapaciteta tovora       | 935 ft³ (26,5 m³)                                                        | 730 ft³ (20,7 m³)                                                        |
| Višina leta             | 37.100 ft (11.300 m) (največ) 34.100 ft (10.400 m) (tipično)             | 37.100 ft (11.300 m) (največ) 34.100 ft (10.400 m) (tipično)             |
| Potovalna hitrost       | Mach 0,77 (504 mph, 438 vozlov, 811 km/h) na višini 34.100 ft (10.400 m) | Mach 0,77 (504 mph, 438 vozlov, 811 km/h) na višini 34.100 ft (10.400 m) |
| Največji dolet          | 1430 nmi (2645 km)                                                       | 2060 nmi (3815 km)                                                       |
| Maks. kapaciteta goriva | 13903 L                                                                  | 16665 L                                                                  |
| Motor (2x)              | Rolls Royce BR715-A1-30                                                  | Rolls Royce BR715-C1-30                                                  |
| Potisk motorja          | 18500 bf (82,3 kN]])                                                     | 21000 lbf (93,4 kN)                                                      |

Viri: Boeing 717 Characteristics 717 Airport planning report Boeing 717 Specifications